# Cabo Verde nos Jogos Olímpicos de Verão de 2024
Cabo Verde participou dos Jogos Olímpicos de Verão de 2024, realizados em Paris, na França. Foi a oitava aparição do país nos Jogos Olímpicos desde a estreia em Atlanta 1996, sendo representado por sete atletas que competiram em cinco esportes.
Daniel Varela de Pina conquistou a primeira medalha do país em Jogos Olímpicos ao obter o bronze na categoria até 51 kg masculino do boxe.

## Medalhas
| Atleta                | Esporte | Evento              | Medalha |
| --------------------- | ------- | ------------------- | ------- |
| Daniel Varela de Pina | Boxe    | Até 51 kg masculino | Bronze  |

## Competidores
Esta foi a participação por modalidade nesta edição:
| Esporte   | Masculino | Feminino | Total |
| --------- | --------- | -------- | ----- |
| Atletismo | 1         | 0        | 1     |
| Boxe      | 1         | 1        | 2     |
| Esgrima   | 1         | 0        | 1     |
| Judô      | 0         | 1        | 1     |
| Natação   | 1         | 1        | 2     |
| Total     | 4         | 3        | 7     |

## Desempenho

### Atletismo
Masculino
Eventos de estrada
| Atleta        | Evento   | Final   | Final | Ref.  |
| Atleta        | Evento   | Tempo   | Pos.  | Ref.  |
| ------------- | -------- | ------- | ----- | ----- |
| Samuel Freire | Maratona | 2:15:05 | 56    | [ 5 ] |

### Boxe
Masculino
| Atleta                | Evento    | Oitavas de final     | Quartas de final      | Semifinal            | Final                | Final             | Ref.  |
| Atleta                | Evento    | Adversário Resultado | Adversário Resultado  | Adversário Resultado | Adversário Resultado | Pos.              | Ref.  |
| --------------------- | --------- | -------------------- | --------------------- | -------------------- | -------------------- | ----------------- | ----- |
| Daniel Varela de Pina | Até 51 kg | THA T Panmod V 4–1   | ZAM P Chinyemba V 5–0 | UZB H Dusmatov D 0–5 | Não avançou          | Medalha de bronze | [ 6 ] |

Feminino
| Atleta          | Evento    | Oitavas de final     | Quartas de final     | Semifinal            | Final                | Final       | Ref.  |
| Atleta          | Evento    | Adversário Resultado | Adversário Resultado | Adversário Resultado | Adversário Resultado | Pos.        | Ref.  |
| --------------- | --------- | -------------------- | -------------------- | -------------------- | -------------------- | ----------- | ----- |
| Ivanusa Moreira | Até 66 kg | BEL O Derieuw D 2–3  | Não avançou          | Não avançou          | Não avançou          | Não avançou | [ 7 ] |

### Esgrima
Masculino
| Atleta                     | Evento  | Fase de 64           | Fase de 32           | Oitavas de final     | Quartas de final     | Semifinal            | Final                | Final       | Ref.  |
| Atleta                     | Evento  | Adversário Resultado | Adversário Resultado | Adversário Resultado | Adversário Resultado | Adversário Resultado | Adversário Resultado | Pos.        | Ref.  |
| -------------------------- | ------- | -------------------- | -------------------- | -------------------- | -------------------- | -------------------- | -------------------- | ----------- | ----- |
| Victor Alvares de Oliveira | Florete | CAN D Gu D 9–15      | Não avançou          | Não avançou          | Não avançou          | Não avançou          | Não avançou          | Não avançou | [ 8 ] |

### Judô
Feminino
| Atleta        | Evento | Fase de 32            | Oitavas de final     | Quartas de final     | Semifinal            | Repescagem           | Final                | Final       | Ref.  |
| Atleta        | Evento | Adversário Resultado  | Adversário Resultado | Adversário Resultado | Adversário Resultado | Adversário Resultado | Adversário Resultado | Pos.        | Ref.  |
| ------------- | ------ | --------------------- | -------------------- | -------------------- | -------------------- | -------------------- | -------------------- | ----------- | ----- |
| Djamila Silva | −52 kg | BRA L Pimenta D 00–10 | Não avançou          | Não avançou          | Não avançou          | Não avançou          | Não avançou          | Não avançou | [ 9 ] |

### Natação
Masculino
| Atleta    | Evento     | Eliminatórias | Eliminatórias | Semifinal   | Semifinal   | Final       | Final       | Ref.   |
| Atleta    | Evento     | Tempo         | Pos.          | Tempo       | Pos.        | Tempo       | Pos.        | Ref.   |
| --------- | ---------- | ------------- | ------------- | ----------- | ----------- | ----------- | ----------- | ------ |
| José Tati | 50 m livre | 26.66         | 59            | Não avançou | Não avançou | Não avançou | Não avançou | [ 10 ] |

Feminino
| Atleta     | Evento       | Eliminatórias | Eliminatórias | Semifinal   | Semifinal   | Final       | Final       | Ref.   |
| Atleta     | Evento       | Tempo         | Pos.          | Tempo       | Pos.        | Tempo       | Pos.        | Ref.   |
| ---------- | ------------ | ------------- | ------------- | ----------- | ----------- | ----------- | ----------- | ------ |
| Jayla Pina | 200 m medley | 2:24.51       | 33            | Não avançou | Não avançou | Não avançou | Não avançou | [ 11 ] |